# Fiston Mbaya Mulumba
Fiston Mbaya Mulumba est un boxeur congolais (RDC) né le 27 janvier 1996 à Mbujimayi. 

## Biographie

### Carrière
Fiston Mbaya Mulumba est médaillé de bronze dans la catégorie des poids super-légers aux championnats d'Afrique de boxe amateur 2017 à Brazzaville.
Il termine 5e dans la catégorie des poids légers aux Jeux africains de 2019 au Maroc. Il fait partie de la liste des 7 athlètes qui représentent la République démocratique du Congo aux Jeux olympiques d'été de 2020 à Tokyo,, il est éliminé en seizièmes de finale par le Japonais Daisuke Narimatsu (en).